# Esmoriz Ginásio Clube
Der Esmoriz Ginásio Clube ist ein Sportverein in der nordportugiesischen Stadt Esmoriz. Er wurde am 14. Oktober 1967 gegründet. Die größten Erfolge erzielte die Volleyballabteilung. Bis 2008 gewann der Verein 20 nationale Titel, darunter zwei Mal die portugiesische Meisterschaft bei den Männern. Einmal wurde der Verein portugiesischer Pokalsieger.

## Erfolge
- Portugiesische Meisterschaft (Männer): 1982/83, 1983/84
- Taça de Portugal de Voleibol (Männer): 1981/82

## Weitere Sportarten
Im Verein werden neben Volleyball auch regulär Taekwondo und Futsal praktiziert, neben anderen Kultur- und Freizeitaktivitäten.